# Pescara Calcio a 5 2017-2018
Questa pagina raccoglie i dati riguardanti il Pescara Calcio a 5, squadra di calcio a 5 militante in serie A, nelle competizioni ufficiali della stagione 2017-2018.

## Trasferimenti

### Sessione estiva
| Saad Assis         | Kaos           |
| Diego Burato       | PesaroFano     |
| Marco Ercolessi    | Kaos           |
| Fernandão          | Kaos           |
| Giuseppe Mentasti  | Isola          |
| Maximiliano Rescia | SC García      |
| Sergio Romano      | Acqua e Sapone |
| Fernando Wilhelm   | Benfica        |

| Nahuel Bontempo     | Regalbuto  |
| Alexandre Ghiotti   | Napoli     |
| Chimanguinho        | Maritime   |
| Luca Leggiero       | Cisternino |
| Vinícius Duarte     | Napoli     |
| Giovanni Pulvirenti | Kaos       |

### Sessione invernale
| Yeray Hernández | Gáldar |

| Saad Assis        | Shabab Al-Ahli |
| Giacomo Azzoni    | MestreFenice   |
| Diego Burato      | Feldi Eboli    |
| Fernandão         | Halle-Gooik    |
| Giuseppe Mentasti | Cioli AV       |
| Sergio Romano     | Real Rieti     |
| Alvise Tenderini  | MestreFenice   |

## Organico

### Prima squadra
| N° | Naz.                 | Ruolo | Sportivo            | Anno     |  |  |
| -- | -------------------- | ----- | ------------------- | -------- |  |  |
| 1  | Italia (bandiera)    | POR   | Antonio Capuozzo    | 24.03.80 |  |  |
| 2  | Italia (bandiera)    | UNI   | Marco Ercolessi     | 15.05.86 |  |  |
| 3  | Argentina (bandiera) | UNI   | Fernando Wilhelm    | 05.04.82 |  |  |
| 4  | Italia (bandiera)    | UNI   | Sergio Romano       | 28.08.87 |  |  |
| 4  | Spagna (bandiera)    | LAT   | Yeray Hernández     | 09.11.87 |  |  |
| 5  | /                    | PIV   | Fernandão           | 16.08.80 |  |  |
| 6  | /                    | DIF   | Ricardo Caputo      | 15.12.81 |  |  |
| 7  | Paraguay (bandiera)  | LAT   | Javier Adolfo Salas | 22.09.93 |  |  |
| 8  | Argentina (bandiera) | UNI   | Maximiliano Rescia  | 29.10.87 |  |  |
| 9  | Argentina (bandiera) | LAT   | Cristian Borruto    | 07.05.87 |  |  |
| 11 | /                    | UNI   | Eduardo Morgado     | 19.06.81 |  |  |
| 13 | Italia (bandiera)    | POR   | Lorenzo Pietrangelo | 24.06.95 |  |  |
| 14 | Argentina (bandiera) | PIV   | Matías Rosa         | 18.09.95 |  |  |
| 16 | Italia (bandiera)    | PIV   | Giuseppe Mentasti   | 06.06.91 |  |  |
| 17 | Argentina (bandiera) | LAT   | Leandro Cuzzolino   | 21.05.87 |  |  |
| 18 | Brasile (bandiera)   | LAT   | Diego Burato        | 10.09.88 |  |  |
| 20 | Italia (bandiera)    | LAT   | Giacomo Azzoni      | 20.02.95 |  |  |
| 26 | /                    | LAT   | Saad Assis          | 26.10.79 |  |  |
| 27 | Italia (bandiera)    | LAT   | Alvise Tenderini    | 19.05.96 |  |  |

### Under-19
| N° | Naz.               | Ruolo | Sportivo       | Anno     |  |  |
| -- | ------------------ | ----- | -------------- | -------- |  |  |
| 30 | Croazia (bandiera) | POR   | Pave Mudronja  | 31.08.98 |  |  |
| 31 | Italia (bandiera)  | PIV   | Paolo Norscia  | --.--.98 |  |  |
| 32 | Italia (bandiera)  | POR   | Davide Berardi | 24.11.00 |  |  |